# Tipus cel·lular
Un tipus cel·lular és cadascuna de les categories en les quals es poden classificar les cèl·lules d'un organisme pluricel·lular. Aquesta ordenació s'utilitza per distingir els grups cel·lulars fenotípicament o morfològicament diferents que tenen les espècies. Encara que és un concepte no inclòs en la taxonomia biològica, s'estima que els teixits del cos humà estan formats per 210 tipus cel·lulars diferents. D'aquests tipus, més de seixanta procedeixen d'endoderma, més de setanta de l'ectoderma i més de vuitanta del mesoderma. La resta de primats mostra unes línies embrionàries de desenvolupament cel·lular similars. L'òvul és la cèl·lula humana més gran, amb un diàmetre d'uns 150 µm, i l'eritròcit la més petita amb només 7,5 µm. Comparada amb la dels animals, la pluralitat cel·lular de les plantes és molt baixa, sent les cèl·lules parenquimàtiques les més abundants dels seus set tipus principals. Tetrabaena socialis, una alga verda, només té quatre cèl·lules d'un únic tipus. L'ontologia cel·lular té com a objectiu la recollida sistemàtica i l'agrupament jeràrquic de la diversitat genòmica dels tipus de cèl·lules existents emprant procediments de biologia molecular, bioinformàtica i aprenentatge automàtic; incloent les dels diversos òrgans i sistemes de l'ésser humà.
Investigacions efectuades sobre les cèl·lules mesenquimàtiques formadores d'esquelet dels eriçons de mar han posat de manifest que l'evolució d'un determinat tipus cel·lular a un de nou s'associa a la competència entre diversos processos de transducció de senyal que regulen l'expressió de gens controladors de la identitat de la cèl·lula durant la primera fase del desenvolupament biològic d'aquesta, un mecanisme evolutiu molt antic i encara poc estudiat.